# Тьєррі Пепонне
Тьєррі Пепонне (фр. Thierry Peponnet, 7 вересня 1959) — французький яхтсмен.
Олімпійський чемпіон 1988 року в класі 470, бронзовий призер 1984 року в класі 470.